# Cetoniini
Cetoniini is een tribus uit de familie van bladsprietkevers (Scarabaeidae). 

## Taxonomie
De volgende taxa zijn bij de tribus ingedeeld:
- Subtribus Cetoniina
  - Geslacht Aethiessa Burmeister, 1842
  - Geslacht Anatona Burmeister, 1842
  - Geslacht Anelaphinis Kolbe, 1892[1]
    - = Megalleucosma Antoine, 1989

  - Geslacht Aphelinis Antoine, 1987
  - Geslacht Atrichelaphinis Kraatz, 1898
  - Geslacht Atrichiana Distant, 1911
  - Geslacht Badizoblax Thomson, 1877
  - Geslacht Callophylla Moser, 1916
  - Geslacht Centrantyx Fairmaire, 1884
  - Geslacht Cetonia Fabricius, 1775
  - Geslacht Chiloloba Burmeister, 1842
  - Geslacht Cosmesthes Kraatz, 1880
  - Geslacht Cosmiophaena Kraatz, 1899
  - Geslacht Dischista Burmeister, 1842
  - Geslacht Dolichostethus Kolbe, 1912
  - Geslacht Elaphinis Burmeister, 1842
  - Geslacht Enoplotarsus Lucas, 1859
  - Geslacht Erlangeria Preiss, 1902
  - Geslacht Euglypta Mohnike, 1873
  - Geslacht Gametis Burmeister, 1842
  - Geslacht Gametoides Antoine, 2006
  - Geslacht Glycosia Schoch, 1896
  - Geslacht Glycyphana Burmeister, 1842
  - Geslacht Gymnophana Arrow, 1910
  - Geslacht Hemiprotaetia Mikšič, 1963
  - Geslacht Heteralleucosma Antoine, 1989
  - Geslacht Heterocnemis Albers, 1852
  - Geslacht Heterotephraea Antoine, 2002
  - Geslacht Latescutella Ruter, 1972
  - Geslacht Lawangia Schenkling, 1921
  - Geslacht Lorkovitschia Mikšič, 1968
  - Geslacht Marmylida Thomson, 1880
  - Geslacht Micrelaphinis Schoch, 1896
  - Geslacht Miksicus Özdikmen & Turgat, 2009
    - = Urbania Mikšič, 1963

  - Geslacht Mireia Ruter, 1953
  - Geslacht Niphobleta Kraatz, 1880
  - Geslacht Pachnoda Burmeister, 1842
  - Geslacht Paleopragma Thomson, 1880
  - Geslacht Paralleucosma Antoine, 1989
  - Geslacht Paranelaphinis Antoine, 1988
  - Geslacht Paraprotaetia Moser, 1907
  - Geslacht Pararhabdotis Kraatz, 1899
  - Geslacht Parastraella Antoine, 2006
  - Geslacht Parelaphinis Holm & Marais, 1989
  - Geslacht Phaneresthes Kraatz, 1894
  - Geslacht Phonotaenia Kraatz, 1880
  - Geslacht Phoxomeloides Schoch, 1898
  - Geslacht Podopholis Moser, 1915
  - Geslacht Podopogonus Moser, 1917
  - Geslacht Polystalactica Kraatz, 1882
  - Geslacht Protaetia Burmeister, 1842
  - Geslacht Protaetiomorpha Mikšič, 1968
  - Geslacht Psacadoptera Kraatz, 1882
  - Geslacht Pseudotephraea Kraatz, 1882
  - Geslacht Reineria Mikšič, 1968
  - Geslacht Rhabdotis Burmeister, 1842
  - Geslacht Rhabdotops Krikken, 1981
  - Geslacht Rhyxiphloea Burmeister, 1842
  - Geslacht Simorrhina Kraatz, 1886
  - Geslacht Somalibia Lansberge, 1882
  - Geslacht Stalagmosoma Burmeister, 1842
  - Geslacht Sternoplus Wallace, 1868
  - Geslacht Systellorhina Kraatz, 1895
  - Geslacht Tephraea Burmeister, 1842
  - Geslacht Thyreogonia Reitter, 1898
  - Geslacht Trichocephala Moser, 1916
  - Geslacht Trichostetha Burmeister, 1842
  - Geslacht Tropinota Mulsant, 1842
  - Geslacht Xeloma Kraatz, 1881
  - Geslacht Xiphosceloides Holm, 1992
- Subtribus Euphoriina
  - Geslacht Euphoria Burmeister, 1842
  - Geslacht Chlorixanthe Bates, 1889
- Subtribus Leucocelina
  - Geslacht Acrothyrea Kraatz, 1882
  - Geslacht Alleucosma Schenkling, 1921
  - Geslacht Analleucosma Antoine, 1989
  - Geslacht Cyclophorellus Krikken, 1982
  - Geslacht Cyrtothyrea Kolbe, 1895
  - Geslacht Discopeltis Burmeister, 1842
  - Geslacht Grammopyga Kraatz, 1895
  - Geslacht Homothyrea Kolbe, 1895
  - Geslacht Leucocelis Burmeister, 1842
  - Geslacht Leucochilus Kraatz, 1896
  - Geslacht Lonchothyrea Kolbe, 1895
  - Geslacht Mausoleopsis Lansberge, 1882
  - Geslacht Mecaspidiellus Antoine, 1997
  - Geslacht Molynoptera Kraatz, 1897
  - Geslacht Molynopteroides Antoine, 1989
  - Geslacht Oxythyrea Mulsant, 1842
  - Geslacht Paleira Reiche, 1871
  - Geslacht Phoxomela Schaum, 1844
  - Geslacht Pseudalleucosma Antoine, 1989
  - Geslacht Pseudooxythyrea Baraud, 1985
  - Geslacht Trichothyrea Kolbe, 1895
- Subtribus Incertae sedis
  - Geslacht Chewia Legrand, 2004
  - Geslacht Pachnodoides Alexis & Delpont, 2002